# Floridská stezka
Floridská stezka, v angličtině Florida Trail, celým názvem Florida National Scenic Trail, je jedna z celkem 32 Národních turistických stezek ve Spojených států amerických. Jedná se o pěší dálkovou turistickou trasu, která prochází celou Floridou, z jihu na sever a následně na severozápad. Má délku přes 2 400 kilometrů a byla založena v roce 1983.
Stezka představuje Floridu jako krajinu s mimořádnou biodiverzitou, historií a kulturní rozmanitostí. Začíná v přírodní rezervaci Big Cypress National Preserve na jihu a končí v pobřežní rezervaci Gulf Islands National Seashore u hranice s Alabamou.
Floridskou stezku spravuje národní agentura USDA Forest Service, na její údržbě se podílí státní organizace Florida Trail Association.